# Costo
Il costo, nell'economia, direzione aziendale e contabilità, indica l'espressione in moneta o altro valore numerario del valore dei beni e servizi utilizzati per la produzione o l'acquisto di un bene o servizio. Può essere determinato sulla base di valutazioni interne al soggetto economico che lo detiene o in transazioni economiche con terze economie.
In contabilità il costo può essere definito come l'azione necessaria per procurarsi un fattore produttivo che, di per sé, non è monetariamente quantificata e deve esserlo attraverso il debito che contestualmente sorge.
Il costo di un bene esprime il valore dei fattori impiegati per la sua realizzazione. Si può avere un costo di produzione in senso stretto, così come un costo complessivo che comprende anche i costi di vendita e distribuzione, i costi generali, i costi di promozione, imposte e altri oneri generali. Il costo del bene è, quindi, distinto dal prezzo che rappresenta invece il valore di mercato del bene, vale a dire il valore al quale viene ceduto a terzi. La determinazione del costo può avvenire attraverso numerose modalità e tenendo conto di più variabili, in funzione dello scopo specifico di determinazione di detto valore economico.

## Tipologie
In microeconomia si distinguono i seguenti costi:
- costi fissi (FC, fix costs): costi che nel breve periodo non cambiano al variare della produzione;
- costi variabili (VC, variable costs): costi che nel breve periodo cambiano al variare della produzione;
- costi totali (TC, total costs): somma dei costi fissi e costi variabili;
- costi marginali (MC, marginal costs): costo che si viene ad aggiungere se si aumenta la produzione;
- costi medi (AC, average costs o ATC, average total costs): costo di ogni unità prodotta.

I costi fissi sono costi che non variano proporzionalmente al crescere del volume della produzione. Il comportamento di tali costi è quindi, nel breve periodo, indipendente dai livelli di produzione. L'aggettivo fisso non indica quindi l'invariabilità nel tempo ma la mancanza di relazione di causa effetto tra la variazione del costo e quella dei livelli di output. Tipici esempi di costi fissi delle somme dovute a titolo di locazione, il salario dei lavoratori dipendenti, le assicurazioni.
I costi semivariabili sono costi il cui comportamento è in parte influenzato dai livelli della produzione: una quota del costo si presenta comunque anche in assenza di produzione mentre l'altra quota ha ragione d'essere e varia solo in funzione dei livelli di output. Esempi di costi semivariabili sono l'energia elettrica, alcuni costi di manutenzione, costi di logistica.
I costi variabili o incrementali sono costi direttamente influenzati dai livelli della produzione. Questa tipologia di costi non esiste in assenza di produzione e varia al variare dei livelli della produzione. Esempio principale di costi variabili sono le materie prime.

## Costi totali
I costi totali sono la somma dei costi fissi e dei costi variabili:
TC = FC + VC
La caratteristica dei costi fissi è che nel lungo periodo possono venire eliminati.
Un esempio di funzione TC(Q)=500+3Q (funzione lineare)
In questo caso 500 sono i costi fissi perché non dipendono dalla produzione e 3Q i costi variabili che, come possiamo notare, sono dipendenti dalla quantità prodotta Q.
Produrre 10 pezzi costerà allora TC= 500+30=530

## Costi marginali
I costi marginali riferiscono il costo di una unità supplementare di produzione.
Graficamente sono la pendenza della curva TC (nell'immagine sono in rosso). Come si può notare nell'immagine sottostante, i costi MC1 hanno pendenza inferiore ai costi MC2, ciò significa che se si stanno producendo Q1 unità, la produzione di un'ulteriore unità (quantità in MC1) costa meno rispetto alla produzione di una unità in più se l'attuale livello di produzione è pari a Q2 (quantità in MC2).
Matematicamente i costi MC si calcolano derivando la funzione dei costi totali TC(Q) rispetto alla produzione Q. Con TC(Q)=500+3Q, otterremo che MC=3.

## Costi medi
I costi medi riferiscono il costo di una singola unità di produzione.
Graficamente sono l'angolo che si forma tra un punto della curva TC e l'origine (il punto 0/0), nell'immagine la linea in azzurro. Come si può notare nell'esempio sottostante ATC1 è maggiore di ATC2 (guardando l'angolo formato dalle linee), ciò significa che produrre Q2 (quantità in ATC2) fa sì che i costi per una unità sono inferiori che produrre Q1 (quantità in ATC1).
Manteniamo la funzione TC(Q)=500+3Q come sopra, produrre 10 unità significa che TC=530 e ogni unità prodotta costa dunque AC(10)=530/10=53 (Euro al pezzo p.es.)
Aumentando la produzione a Q=20 troviamo che TC(20)=560 e AC(20)=560/20=28 (ad esempio euro al pezzo).

## Costo unitario
Il costo unitario è il costo medio di ogni singola unità prodotta ed è dato dalla divisione fra costo totale (C) e quantità di merce (q): all'aumentare della produzione, se il costo totale non varia, il costo unitario diminuirà e viceversa.
Vale quindi la seguente relazione:
{\displaystyle \langle C\rangle ={\frac {C}{q}}}

## Costi di investimento e costi di gestione
I costi iniziali d'impresa rappresentano i costi o capitali di investimento iniziale cioè i fondi necessari all'avvio dell'attività, mentre ulteriori costi di investimento in corso di attività dell'impresa sono detti Capex. I costi di gestione o costi operativi sono detti invece Opex. Tra gli Opex rientrano i costi fissi (quali gli stipendi dei dipendenti), i costi semivariabili (quali costi di manutenzione e logistica) e i costi variabili (quali i costi delle materie prime).

## Costi diretti e indiretti
Per costo diretto si intende un costo imputabile in maniera certa ed univoca ad un solo oggetto di costo (ad esempio: un prodotto, un reparto, uno stabilimento, ecc.). Si tratta di costi che hanno una relazione specifica con l'oggetto di costo considerato e quindi possono essere attribuiti unicamente ad esso nelle analisi dei costi (ad esempio: costi per Materia Prima "Legno" - Oggetto di costo Prodotto "Scrivania"). Si riferiscono a beni o risorse di produzione direttamente attribuibili al processo di lavorazione.
I costi indiretti invece sono riconducibili a due o più oggetti di costo. Per questa classe di costi manca una relazione specifica con l'oggetto di costo considerato; cioè si tratta di costi comuni a più oggetti di costo (ad esempio i costi delle funzioni generali come amministrazione e contabilità, segreteria, direzione, i costi dei servizi ausiliari come le spese di manutenzione, di gestione del magazzino, di pulizia). I costi indiretti possono essere allocati ai vari oggetti di costo da cui scaturiscono assegnando mediante una ripartizione che consideri possibilmente le cause da cui originano. Le tecniche di ripartizione più utilizzate nella prassi fanno riferimento al calcolo di parametri quali il coefficiente di allocazione e il coefficiente di ripartizione.
```
costo da ripartire x coefficiente di imputazione = costo da ripartire x   base riferita all'oggetto/totale base di riparto
```

Ovvero:
```
base riferita all'oggetto x coefficiente di ripartizione  = base riferita all'oggetto x  costo da ripartire/totale base di riparto
```

I due metodi danno esattamente lo stesso risultato. Essi possono apparire molto simili, ma sono in realtà basati su due logiche molto differenti. Si consideri il seguente esempio.

### Esempio sul coefficiente di imputazione
- Costi Amministrativi 12000 €
- Oggetti di costo prodotti A, B, C
- Driver per la ripartizione n. fatture emesse (A 20, B 15, C 25, Totale base riparto 60)

(altri esempi di driver per i costi amministrativi possono essere n. clienti, fatturato, n. ordinativi, n. preventivi, ecc.)
- Imputazione A = 12.000 X 20/60 = 4.000
- Imputazione B = 12.000 X 15/60 = 3.000
- Imputazione C = 12.000 X 25/60 = 5.000

Si noti che il fattore 20/60 (coefficiente di imputazione) rappresenta il peso che si ritiene abbia l'oggetto di costo A nella determinazione delle cause (fatture) che danno origine al costo da ripartire, ovvero la parte di base di riparto riferibile ad A.

### Esempio sul coefficiente di allocazione
Utilizzando gli stessi dati dell'esempio precedente:
- Coefficiente di ripartizione = 12.000/60 = 200
- Imputazione A = 20 X 200 = 4.000
- Imputazione B = 15 X 200 = 3.000
- Imputazione C = 25 X 200 = 5.000

Questa logica individua in 200 il costo "amministrativo" generato dalla emissione di ciascuna fattura e di conseguenza ne ripartisce il costo totale.

## Costi contabili e costi opportunità
I costi contabili (o costi storici) rappresentano la somma totale di denaro (o valore monetario dei beni) speso. È la quantità indicata sulle fatture e registrata nei libri contabili.
Il costo opportunità (indicato anche come costo economico) è invece il valore della migliore alternativa che non è stata scelta per poter perseguire l'attuale sforzo, ovvero cosa si sarebbe potuto ottenere con le risorse spese nell'impresa. Esso rappresenta le opportunità passate. Poiché il costo opportunità non è mai associato ad un esborso di denaro, si dice anche che è un costo "non monetario".
Se, ad esempio,  una persona ha un'offerta di lavoro che rende 25 € per ora di lavoro ma preferisce piuttosto, in quell'ora, dormire, allora:
- il costo contabile della dormita è pari a 0 (in quanto la persona non guadagna niente dormendo);
- il costo opportunità, invece, sono i 25 € che avrebbe potuto guadagnare lavorando.

Nell'economia teorica, il termine "costo", usato senza qualificativo, indica spesso il costo opportunità.

## Comparare costi privati, esterni, sociali e psichici
Quando avviene una transazione, questa coinvolge tipicamente sia costi privati che costi esterni. I costi privati sono i costi che l'acquirente di un bene o di un servizio paga al venditore. I costi esterni (chiamati anche esternalità), per contro, sono i costi che le persone diverse dall'acquirente sono costrette a sostenere come risultato della transazione. I portatori di questi costi possono essere determinati individui o la società nel complesso. Si noti che i costi esterni sono spesso sia non-monetari, che problematici da quantificare per equipararli a valori monetari. Questi costi includono cose come l'inquinamento, cose che la società sarebbe disposta a pagare in qualche modo in un dato momento futuro, ma che non sono incluse nel prezzo della transazione.
I costi sociali sono dati dalla somma di tutti i costi privati ed esterni. Ad esempio, il prezzo d'acquisto di un'automobile riflette il costo privato sopportato dal costruttore. L'inquinamento atmosferico creato nella produzione dell'auto, comunque, è un costo esterno. Poiché il costruttore non paga per questi costi, e non li include nel prezzo dell'automobile, vengono detti esterni al meccanismo di formazione dei prezzi sul mercato. L'inquinamento atmosferico prodotto dalla guida dell'auto è anch'esso un'esternalità. Il guidatore non paga per il danno ambientale causato dall'uso del veicolo.
Un costo psichico è un sottoinsieme dei costi sociali che rappresenta specificatamente i costi dovuti allo stress aggiuntivo o alla perdita nella qualità della vita.

## Minimizzazione dei costi
I principali software opensource che possono essere utilizzati per la minimizzazione dei costi aziendali tramite  Programmazione lineare sono wxMaxima e  Octave.
Per esempio un'azienda per produrre sedie ha bisogno di 3 tipi di unità di legno {\displaystyle x_{1},x_{2},x_{3}} che costano rispettivamente 10€, 20€ e 5€. Le unità di tipo 1 e 2 devono essere più di 300, le unità di tipo 2 più di 100 e le unità di tipo 1 e 3 più di
300. Pertanto il modello da analizzare è il seguente:
{\displaystyle \operatorname {minimizza} \left(10*x_{1}+20*x_{2}+5*x_{3}\right)}
{\displaystyle x_{1}+x_{2}>=300}
{\displaystyle x_{2}>=100}
{\displaystyle x_{1}+x_{3}>=300}
Usando wxMaxima per effettuare il calcolo si ottiene:
```
load
(
"simplex"
)
$
;

minimize_lp
(
10
*
x_1
 
+
20
*
x_2
+
 
5
*
x_3
,[
x_1
+
x_2
>=
300
,
 
x_2
>=
100
,
x_1
+
x_3
>=
300
],
 
nonnegative_lp
=
true
);

[
4500
,[
x_3
=
100
,
x_2
=
100
,
x_1
=
200
]]

```

cioè l'azienda ha un costo minimo di 4500€, acquistando 200 unità di legno  di tipo 1, 100 unità di legno  di tipo 2 e 100 unità di legno di tipo 3 per produrre le sedie,  soddisfacendo i vincoli indicati.